# Passageinstrument

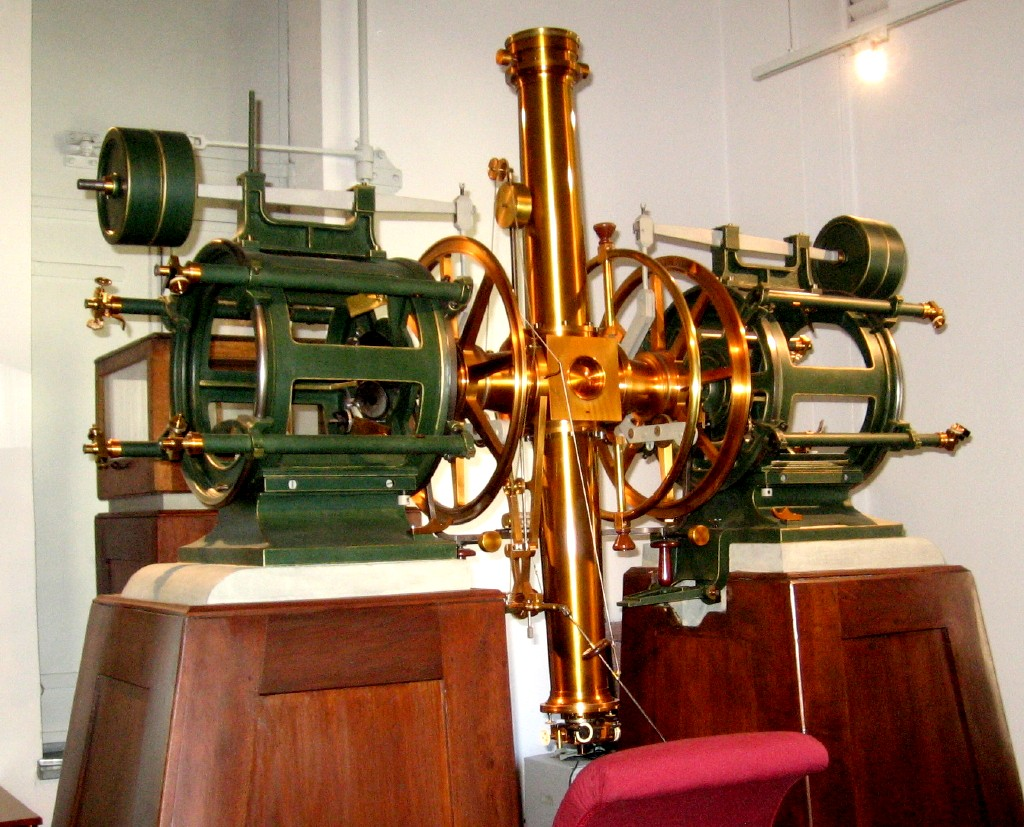
Meridiancirkel vid Kuffnerobservatoriet i Wien.

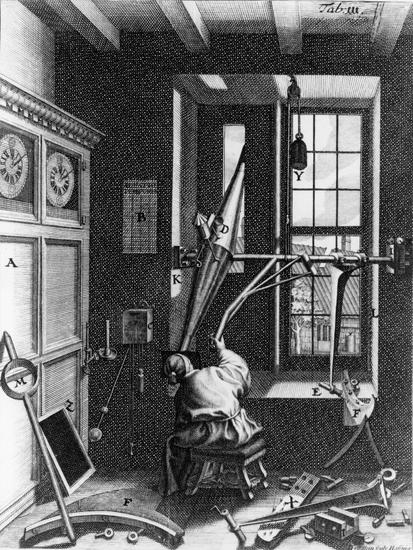
Kopparstick från 1735 föreställande Ole Rømer när han använder sitt passageinstrument i hemmet i Köpenhamn.

Ett passageinstrument är ett optiskt instrument som används inom astronomin för att bestämma den noggranna passagen av en himlakropp genom meridianplanet eller något annat fundamentalplan. Det används också inom geodesi främst för att bestämma en orts longitud, men även för noggrannare latitudbestämningar.
Instrumentet består av ett teleskop monterat på en horisontell axel, som vanligen antingen är vinkelrät mot jordaxeln eller parallell med densamma. I det första fallet följer teleskopet ortens meridian (och kallas då meridiancirkel om skalan utgörs av en cirkel som är monterad på axeln och avläsningen sker mor en fast markering) och i det andra dess första vertikal. Med hjälp av meridiancirklar görs bestämningar av tidpunkten för himlakroppars meridianpassager och därigenom deras rektascension, samt deras altitud och därigenom deras deklination.
Ett passageinstrument vars axel är fast monterad kallas vertikalinstrument, speciellt om det följer en annan vertikalcirkel än meridianen (och, om detta instrument är utformat som en meridiancirkel, kallas även instrumentet ofta "vertikalcirkel"). Om den horisontella axeln i stället dessutom är vridbar kring en vertikal axel (det vill säga fungerar som en teodolit) kallas det universalinstrument. Portabla universalinstrument medfördes ofta vid upptäcktsresor och liknande expeditioner.
Vertikalinstrument som följer första vertikalen användes främst för tidsbestämningar och anledningen härtill är att vid första vertikalen är hastigheten med vilken ett astronomiskt objekts altitud förändras som högst. Omvänt kan man, tillsammans med en kronometer eller annan exakt tidsangivelse, använda mätningar vid första vertikalen för bestämning av en orts longitud.
Det första passageinstrumentet konstruerades på 1600-talet av den danske astronomen Ole Rømer efter ett förslag från Jean Picard. Det hade en mätnoggrannhet på cirka en tiondels bågminut (alltså cirka 6").